# Templo de Anfiareo
El Templo de Anfiareo era un antiguo templo griego dedicado al antiguo héroe Anfiarao en el santuario de Anfiareo, cerca de Oropo, en el este de Ática, Grecia. Sus ruinas se encuentran en la zona arqueológica del santuario, en el actual municipio de Oropo.

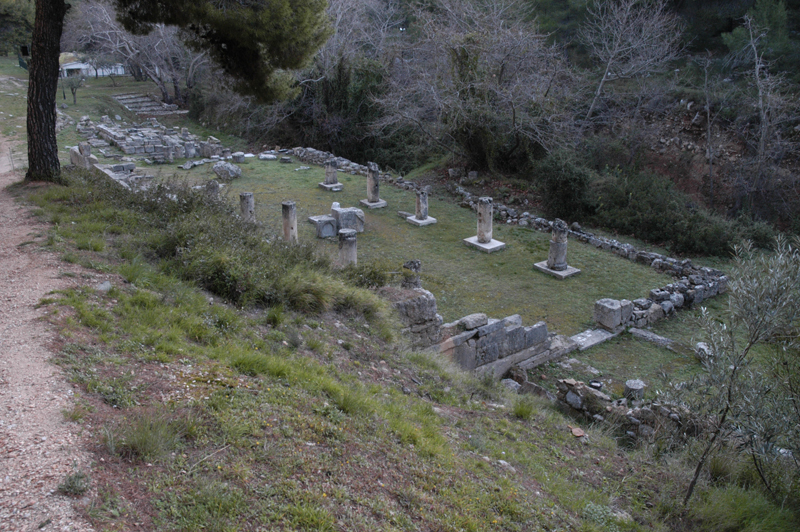
Ruinas del templo.

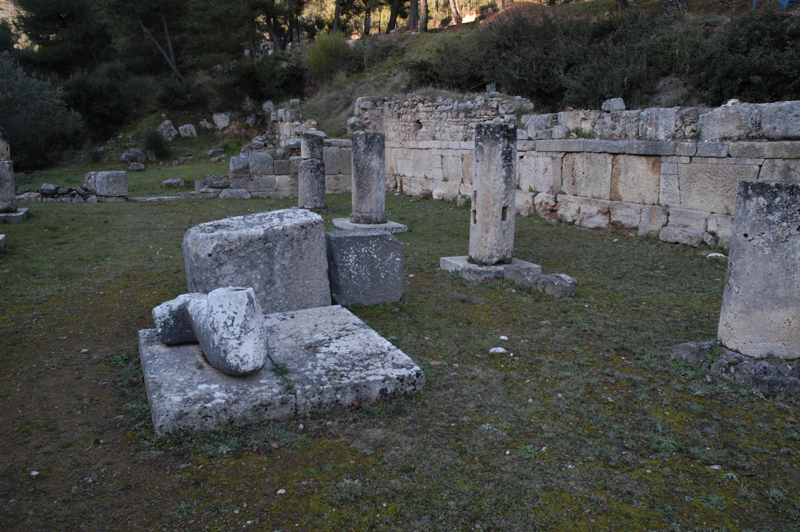
Interior de las ruinas del Templo de Anfiareo.

El templo de Anfiareo fue construido en el período helenístico, en la década de 200 a. C. Estaba situado en la ladera norte de un santuario construido en un desfiladero. Al norte se encontraba el templo de Anfiareo, más antiguo y pequeño, construido en torno a 380-300 a. C. Al noreste del templo se encontraba la Estoa de Anfiareo.
Era de estilo dórico. Medía unos 28 m de largo y 14 de ancho. La fachada del templo daba al noreste. Delante del templo había un pronaos con seis columnas (hexástilo in antis), una solución poco frecuente. Además, los pilares antas de las alas eran semicolumnas, por lo que desde el frente el templo parecía un templo de ocho columnas. Detrás del pronaos estaba la naos o cella, dividida en tres naves por dos filas de cinco columnas. En la naos había una estatua de culto de Anfiarao. En la parte posterior de la naos había una pequeña cámara ádyton, a la que daba una puerta desde la naos. Otra interpretación, sin embargo, es que habría una segunda entrada en la parte trasera, rodeada por dos pilares.
Delante del templo, a unos 11 metros al noreste, se encontraba el altar de Anfiarao y otros dioses venerados en el santuario. Según Pausanias, el altar estaba dedicado a los siguientes dioses, agrupados en cinco categorías en la inscripción: una de Heracles, Zeus y Apolo Peón (“que cura”), otra está consagrada a héroes y mujeres de héroes, y la tercera es de Hestia, Hermes, Anfiarao y los hijos de Anfíloco La cuarta parte del altar pertenece a Afrodita y Panacea (“que cura todos los males”), y también a Yaso, Higía y Atenea Peonía (“que cura”). Una quinta parte está hecha para las Ninfas, Pan y los
ríos Aqueloo y Cefiso.
Al norte del altar había una zona semicircular en forma de pequeño teatro, al parecer para contemplar las ofrendas. Inmediatamente junto al altar, en su lado occidental, había una fuente dedicada a Anfiarao.